# Jelbuk (plaats)
Jelbuk is een bestuurslaag in het regentschap Jember van de provincie Oost-Java, Indonesië. Jelbuk telt 3914 inwoners (volkstelling 2010).